# Heinrich Linck (Apotheker)

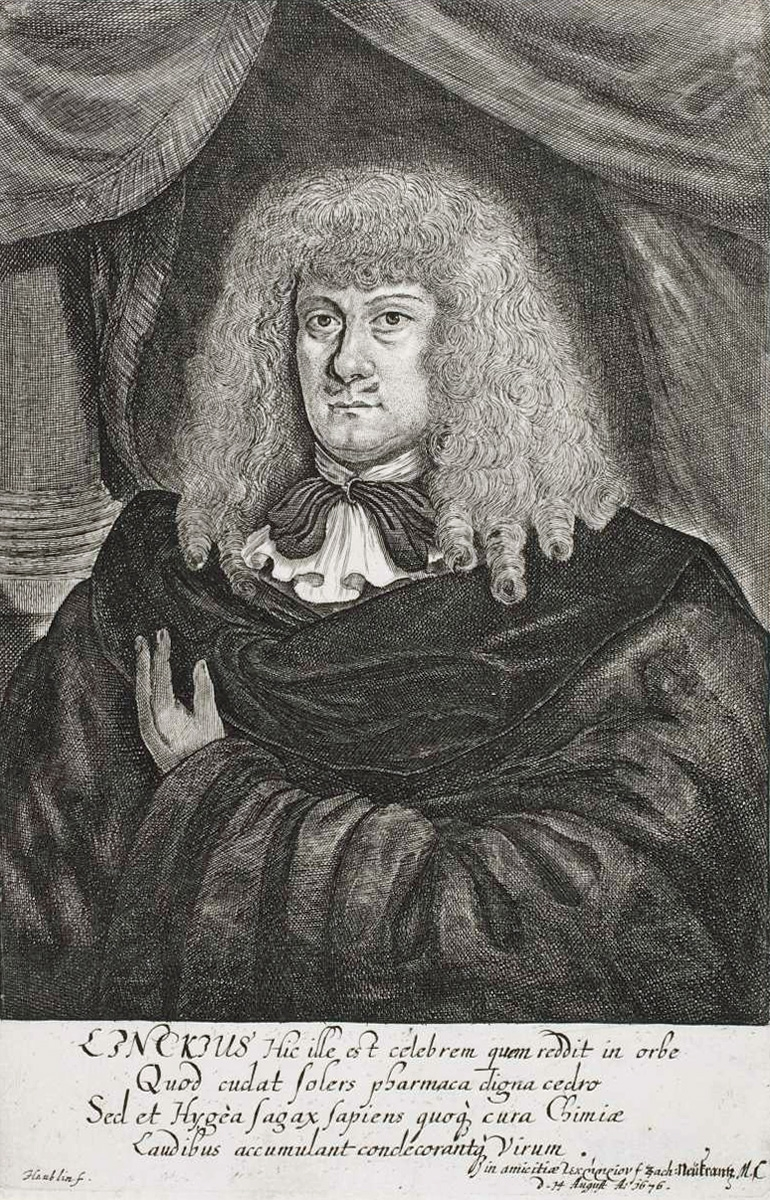
Heinrich Linck 1676

Heinrich Linck (* 1638 in Danzig; † 1717 in Leipzig) war ein deutscher Apotheker und Begründer eines bedeutenden Naturalienkabinetts.

## Leben
Heinrich Lincks Vater war Apotheker in Danzig. Über Kindheit und Jugend Heinrichs liegen keine Informationen vor. Mit etwa 30 Jahren übersiedelte er nach Leipzig und nahm hier 1669 die Stelle eines Provisors in der ältesten Apotheke der Stadt, der Löwen-Apotheke, an, war also ausgebildeter Apotheker. 1671 pachtete er die Apotheke und erwarb sie 1686.
Um 1670 begann Linck zu sammeln, zunächst apothekenbezogen mit einem Herbarium. Es kamen weitere Gebiete hinzu, insbesondere als ihm 1694 ein Fund von 6.000 Goldmünzen sowie Bruchstücken einer goldenen Krone und eines goldenen Brustpanzers zufiel. Es entstand eine Naturalien- und Kuriositätensammlung, die sowohl von seinem Sohn Johann Heinrich Linck dem Älteren als auch seinem Enkel Johann Heinrich Linck dem Jüngeren weitergeführt und ausgebaut wurde.

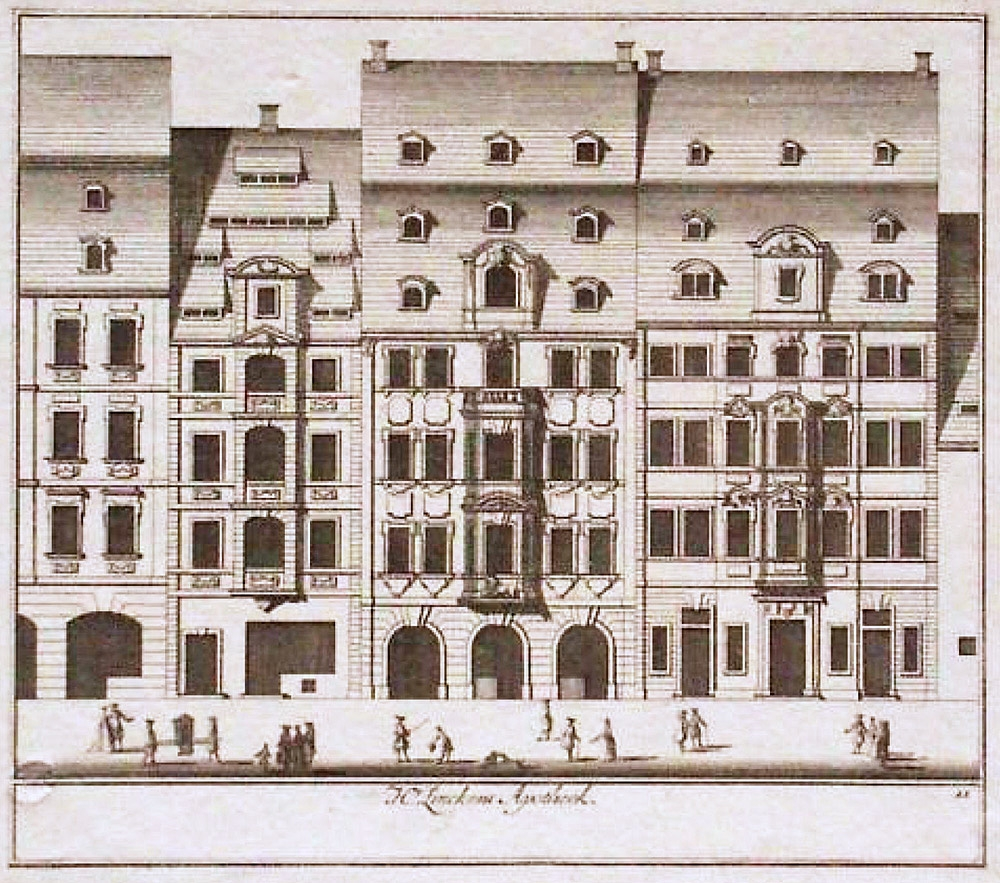
Die Lincksche Apotheke um 1710

Nachdem Heinrich Linck 1705/1706 für die Löwen-Apotheke in der Grimmaischen Straße einen barocken Neubau errichtet hatte, war das Naturalien- und Kuriositätenkabinett hier im dritten Stock untergebracht. Die Sammlung umfasste Exponate aus dem Tier-, Mineral- und Pflanzenreich. Darunter waren Präparate von exotischen Tieren, Korallen, aber auch physikalische Instrumente. Die Sammlung gehörte zu den Hauptsehenswürdigkeiten der Stadt.
1710 übergab Heinrich Linck die Apotheke an seine Söhne Christian Heinrich und Johann Heinrich. Danach kümmerte sich Christian Heinrich vorwiegend um die Apotheke, während Johann Heinrich seinen naturwissenschaftlichen Forschungen nachging und die Sammlung betreute.
Nach dem Aussterben der Linckschen Familie wurde die Sammlung 1840 an den Fürsten Otto Victor I. von Schönburg verkauft, der dafür ein spezielles Museum errichtete, in dem sie heute noch zu sehen ist.

## Werke
- Dissertatio Iuridica De Metallis Eorumque Fodinis, Jena 1671, Digitalisat